# Rotokakahi
Rotokakahi (ang. Lake Rotokakahi lub Green Lake) – jezioro położone na nowozelandzkiej Wyspie Północnej. Jezioro położone jest blisko Rotorua.